# تطوير الذات

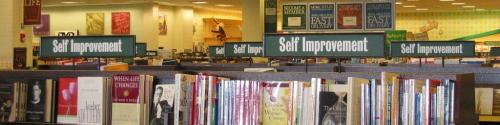
قسم المساعدة الذاتية في إحدى سلاسل المكتبات الأمريكية الكبرى.

تتكون التنمية الذاتية أو تطوير الذات من الأنشطة التي تعمل على تطوير قدرات الشخص وإمكاناته، وبناء رأس المال البشري، وتسهيل التوظيف، وتحسين نوعية الحياة وتحقيق الأحلام والتطلعات. قد يحدث التطور الشخصي على مدار حياة الفرد بأكملها ولا يقتصر على مرحلة واحدة من حياة الشخص. يمكن أن تشمل الإجراءات الرسمية وغير الرسمية لتطوير الآخرين في أدوار مثل المعلم أو المرشد أو المستشار أو المدير أو المدرب أو المرشد، ولا يقتصر على المساعدة الذاتية. عندما يحدث التطور الشخصي في سياق المؤسسات، فإنه يشير إلى الأساليب والبرامج والأدوات والتقنيات وأنظمة التقييم المقدمة لدعم التطور الإيجابي للبالغين على المستوى الفردي في المنظمات.

## ملخص
من بين أمور أخرى، قد يشمل تطوير الذات الأنشطة التالية:
- تحسين الوعي الذاتي
- تحسين معرفة الذات
- تحسين المهارات و/ أو تعلم مهارات جديدة
- بناء أو تجديد الهوية/ تقدير الذات
- تطوير نقاط القوة أو المواهب
- تحسين الحياة المهنية
- تحديد أو تحسين الإمكانات
- بناء قابلية التوظيف أو (بدلاً من ذلك) رأس المال البشري
- تحسين نمط الحياة و/ أو نوعية الحياة وإدارة الوقت
- تحسين الصحة
- تحسين الثروة أو المكانة الاجتماعية
- تحقيق التطلعات
- بدء مشروع الحياة
- تحديد وتنفيذ خطط التنمية الشخصية (PDPs)
- تحسين العلاقات الاجتماعية أو الذكاء العاطفي
- تطوير الهوية الروحية والاعتراف بها

يمكن أن يشمل تطوير الذات أيضًا تطوير مهارات وشخصيات الآخرين. يمكن أن يحدث هذا من خلال أدوار مثل دور المعلم أو المرشد، إما من خلال الكفاءة الشخصية (مثل المهارة المزعومة لبعض المديرين في تطوير إمكانات الموظفين) أو من خلال خدمة مهنية (مثل توفير التدريب أو التقييم أو التوجيه).
بالإضافة إلى تحسين الذات وتطوير الآخرين، فإن «تطوير الذات» يعتبر مجالًا للممارسة والبحث:
- كمجال للممارسة، يشمل التطوير الشخصي وطرق التطوير الشخصي وبرامج التعلم وأنظمة التقييم والأدوات والتقنيات.
- كمجال للبحث، تظهر موضوعات التنمية الشخصية في مجلات علم النفس، وأبحاث التعليم، والمجلات والكتب الإدارية، واقتصاديات التنمية البشرية.

يتطلب أي نوع من التطوير؛ سواء كان اقتصاديًا أو سياسيًا أو بيولوجيًا أو تنظيميًا أو شخصيًا، إطارًا إذا رغب المرء في معرفة ما إذا كان قد حدث تغيير بالفعل. في حالة تطوير الذات، غالبًا ما يكون بمثابة الحكم الأساسي للتحسين أو الانحدار، لكن التحقق من التحسين الموضوعي يتطلب التقييم باستخدام معايير قياسية.
قد تشمل أطر التنمية الشخصية ما يلي:
- الأهداف أو المعايير التي تحدد نقاط النهاية
- استراتيجيات أو خطط للوصول إلى الأهداف
- قياس وتقييم التقدم أو المستويات أو المراحل التي تحدد المعالم على طول مسار التنمية
- نظام تغذية راجعة لتوفير معلومات عن التغييرات